# Бетша
Бетша́ (фр. Betchat, окс. Bèthhag / Bèth Hag) — коммуна во Франции, находится в регионе Окситания. Департамент коммуны — Арьеж. Входит в состав кантона Сен-Лизье. Округ коммуны — Сен-Жирон.
Код INSEE коммуны — 09054.

## Население
Население коммуны на 2008 год составляло 364 человека.
| 1962 | 1968 | 1975 | 1982 | 1990 | 1999 | 2008 |
| ---- | ---- | ---- | ---- | ---- | ---- | ---- |
| 388  | 418  | 386  | 307  | 314  | 293  | 364  |

## Экономика
В 2007 году среди 204 человек в трудоспособном возрасте (15—64 лет) 134 были экономически активными, 70 — неактивными (показатель активности — 65,7 %, в 1999 году было 68,1 %). Из 134 активных работали 124 человека (66 мужчин и 58 женщин), безработных было 10 (5 мужчин и 5 женщин). Среди 70 неактивных 15 человек были учениками или студентами, 28 — пенсионерами, 27 были неактивными по другим причинам.

## Достопримечательности
- Замок Кастельбон (XII век)
- Церковь (XII век)